# Мисимович, Звездан
Зве́здан Миси́мович (сербохорв. Zvjezdan Misimović / Звјездан Мисимовић; род. 5 июня 1982[…], Мюнхен) — боснийский футболист, выступавший на позиции полузащитника.

## Карьера
31 августа 2010 года Мисимович покинул стан «Вольфсбурга», подписав контракт с турецким «Галатасараем». Соглашение с боснийцем было рассчитано на четыре года. В чемпионате Турции последний раз вышел на поле в составе «Галатасарая» 14 ноября 2010 года.
3 марта 2011 года, проведя в «Галатасарае» всего 6 месяцев, Мисимович перешёл в московское «Динамо», подписав контракт до 31 июля 2014 года. В сделке кроме «Галатасарая» участвовал и «Вольфсбург», так как турецкий клуб не успел полностью расплатиться с немцами за переход Звездана. При этом на сайте «Галатасарая» указывалось, что игроку до конца сезона 2010/11 будет выплачено 300 тыс. евро. Сумма сделки составила 4,5 млн долларов. Перед уходом из турецкого клуба Звездан назвал главного тренера Георге Хаджи лжецом, пожелав при этом успеха клубу. 12 марта 2011 года в рамках 1-го тура 20-го чемпионата России Звездан впервые сыграл за «Динамо» в матче против московского «Локомотива», заменив Александра Сапету на 46-й минуте. Первый гол за «бело-голубых» забил 19 марта 2011 года в матче второго тура чемпионата России в ворота «Ростова» с пенальти.

Я себя вижу только игроком стартового состава.
— Звездан Мисимович
5 января 2013 года подписал трёхлетний контракт с китайским клубом «Гуйчжоу Жэньхэ» из города Гуйян. Сумма трансфера составила € 3,5 млн.

## Достижения

### Командные
Бавария
- Чемпион Германии: 2002/03
- Обладатель Кубка Германии: 2002/03
- Обладатель Кубка немецкой лиги: 2003/04

 Бохум
- Победитель Второй Бундеслиги: 2005/06

 Вольфсбург
- Чемпион Германии: 2008/09
- Финалист Суперкубка Германии: 2009 (неофициальный турнир)

 Динамо (Москва)
- Финалист Кубка России: 2011/12

 Гуйчжоу Жэньхэ
- Обладатель Кубка Китая: 2013
- Обладатель Суперкубка Китая: 2014

### Личные
- Спортсмен года в Боснии и Герцеговине: 2013

## Личная жизнь
Мисимович родился и вырос в Германии. Родители — боснийские сербы. Жена Стефания — македонка из Струмицы. У них есть сыновья Лука (род. 2004) и Нико (род. 2009).